# Sonde de Blakemore
Pour les articles homonymes, voir Blackmore.

Sonde de Blakemore
1, 3, respectivement : sites de gonflage des ballonnets caradial et œsophagien ; 2, 4 : abouchement des sites d'aspiration gastrique et œsophagien ; 5, 6 : ballonnets gastrique et œsophagien ; 7, 8 : ouvertures des canaux d'aspiration gastrique et œsophagien ; 9 : repères de longueur

La sonde de Blakemore, ou sonde de Sengstaken et Blakemore, est un dispositif médical indiqué en cas d'hémorragie digestive haute par rupture de varices œsophagiennes, ou ulcération hémorragique du cardia. Elle est généralement utilisée dans un contexte d'urgence lorsque les alternatives au traitement de l'hémorragie sont insuffisantes ou inefficaces.

## Description et fonctionnement

Principe de fonctionnement
N : cavité nasale ; P : pharynx ; E : œsophage ; S : estomac

La sonde consiste en un tuyau de caoutchouc élastomère trilumière, à deux ballonnets gonflables d'une longueur d'environ 120 centimètres. Les ballonnets peuvent être gonflés via des orifices externes(*1,2) dont la pression peut être surveillée.
Après insertion par sondage naso-gastrique via les voies naturelles hautes, les ballonnets gonflés agissent par tamponnement, jugulant l'hémorragie. L'insertion peut aussi être réalisée par voie buccale. Le ballonnet central(*4) agit par compression hémostatique sur la zone œsophagienne(*E), le ballonnet distal(*5), sur le cardia.
Le canal central de la sonde s'abouche dans l'estomac(*6) et permet une éventuelle aspiration des matières par son orifice externe(*3). Une fois en place, la sonde peut être reliée à un système de traction externe afin d'augmenter le potentiel de tamponnement.
Un système similaire est la sonde de Linton, équipée seulement du ballonnet cardial.